# NCSM Chicoutimi (SSK 879)
Pour les autres navires du même nom, voir HMS Upholder.
Pour les articles homonymes, voir Chicoutimi (homonymie).
Le NCSM Chicoutimi  (SSK 879 ) est un sous-marin d'attaque de la classe Victoria de la Marine royale canadienne. Il s'agissait à l'origine du Upholder (S40) (classe Upholder) de la Royal Navy.  Il fut racheté par le Canada.

## Histoire

### Incident de 2004 lors du transfert au Canada
Le 5 octobre 2004, alors qu’il effectuait son voyage inaugural vers le Canada après avoir été acquis de la Royal Navy, le NCSM Chicoutimi est victime d’un grave incident au large des côtes de l’Irlande, en mer démontée. Un écrou desserré est repéré sur l’évent supérieur de la tourelle, ce qui pousse le commandant à ordonner une réparation d'urgence. Pour permettre aux techniciens de circuler entre l’intérieur et l’extérieur du sous-marin, deux écoutilles sont laissées ouvertes malgré les mauvaises conditions météorologiques. Une vague submerge alors la tourelle, provoquant l’infiltration d’environ 2 000 litres d’eau de mer dans le bâtiment.
L’eau atteint des câbles électriques à haute tension, ce qui entraîne un court-circuit et déclenche un incendie dans les compartiments intérieurs. Le feu se propage rapidement dans le sous-marin, produisant une épaisse fumée noire et toxique. Le lieutenant Chris Saunders meurt à la suite de l’inhalation de fumée, tandis que neuf autres membres d’équipage sont blessés, dont deux grièvement,,,. Le sinistre oblige l’équipage à agir dans des conditions extrêmes, dans l’obscurité complète, avec des équipements contaminés par la suie, alors que le sous-marin est toujours secoué par la tempête.

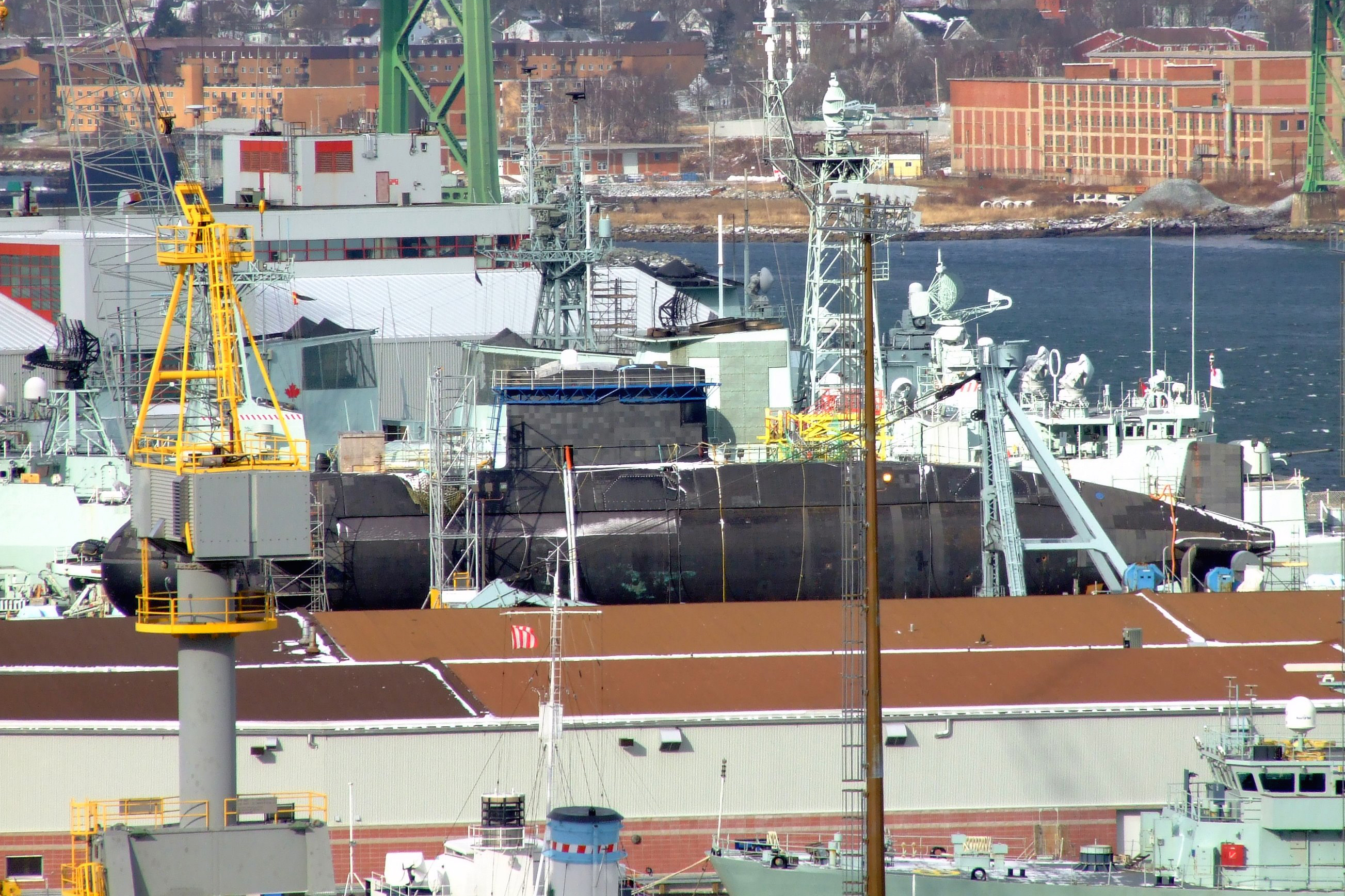
Le NCSM Chicoutimi en cale sèche à Halifax en janvier 2007.

Le NCSM Chicoutimi est d’abord remorqué jusqu’à la base navale de Faslane, en Écosse, avant d’être rapatrié à Halifax en janvier 2005 à bord d’un navire de transport lourd. Bien qu’il ait été initialement prévu qu’il entame une période prolongée de travaux à Esquimalt dès 2010, les réparations ne commenceront véritablement qu'à cette date, plusieurs années après l'incident. Il ne sera remis en service qu’en 2015, après plus d’une décennie d’interruption,,.
Sur le plan humain, les séquelles laissées par l’incendie se sont révélées durables. Une étude de la Défense nationale publiée en 2019 a montré que, dans les cinq années suivant l’incident, 60% des 56 membres d’équipage avaient développé un trouble de stress post-traumatique (TSPT), comparativement à seulement 1 % dans un groupe témoin composé d'autres sous-mariniers. Des taux anormalement élevés d’asthme (21%) et de dépression (15%) ont également été observés,. En parallèle, la moitié de l’équipage s’est révélée médicalement inapte au service pendant près de 26% du temps sur cette période.
Le commandement de la Marine a présenté des excuses en 2019 pour le retard de publication de ces données, jugeant « inacceptable » le délai de cinq ans dans la diffusion de l’étude.